# Persipan

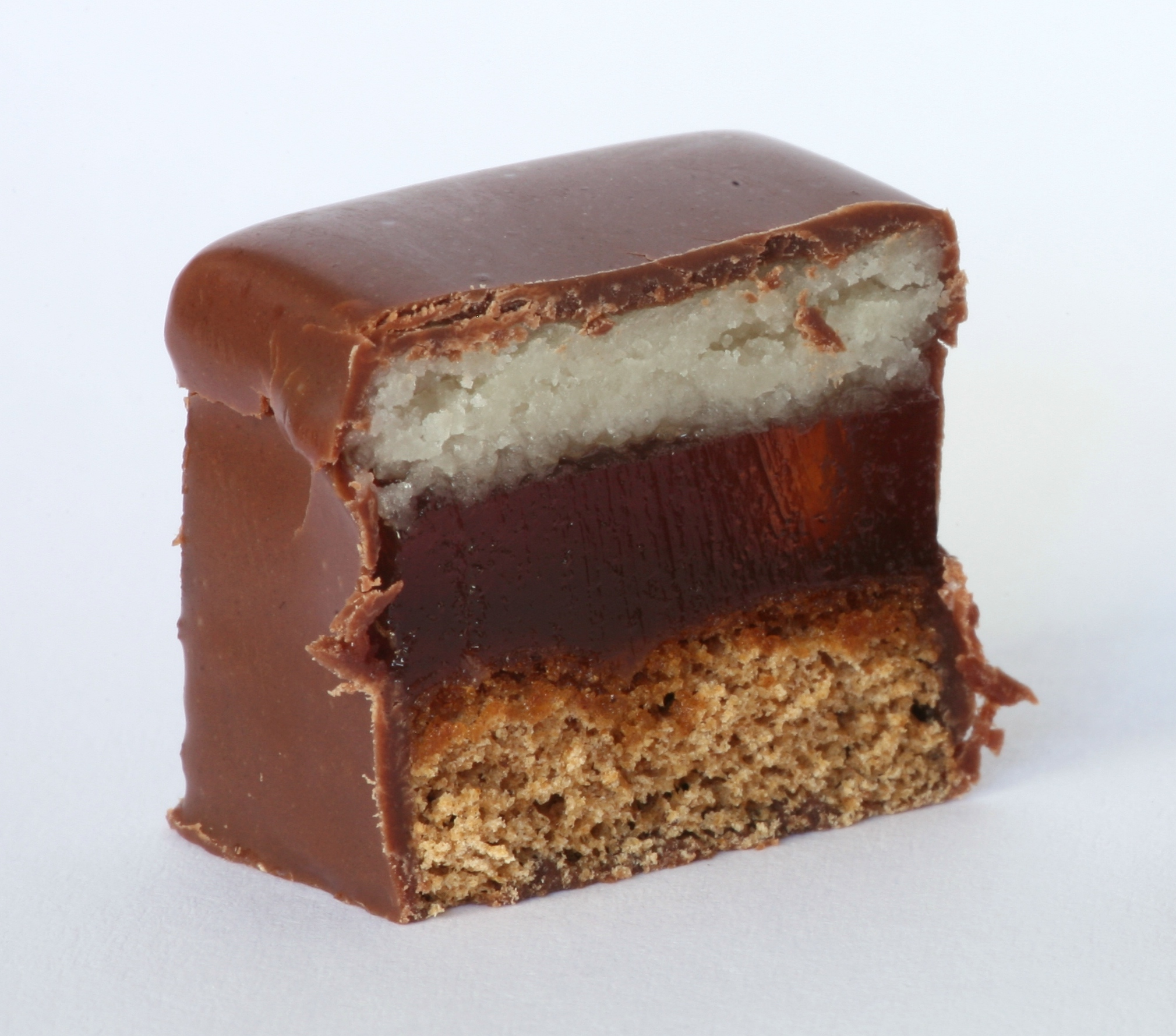
Dulce de Navidad típico alemán Dominostein (pieza de dominó) cubierto de chocolate con leche. En la vista transversal se ven claramente las tres capas: pan de jengibre en la parte inferior, gelatina de manzana en el centro y persipán en la parte superior.

Persipán (de Persicus (Prunus persica) y mazapán), también conocido como parzipán es un componente usado en repostería y confitería. Es similar al mazapán, pero en lugar de utilizar almendras, se fabrica con harina de huesos de melocotón (damasco) y albaricoque (durazno). 
Consiste en un 40% de harina y 60% de azúcar. Las semillas tienen un fuerte sabor amargo debido a la presencia de amigdalina. El persipán resulta más barato que el mazapán, ya que los huesos de fruta generalmente no tienen utilidad alguna. Tiene un sabor ligeramente distinto, y ya que a menudo contiene un 0,5% de almidón, se puede diferenciar del mazapán mediante una prueba del yodo. 
Se utiliza en repostería como sucedáneo del mazapán, como ingrediente de pasteles y golosinas como el Stollen. Raramente se lo consume solo.